# Smoluša
Smallushë en albanais et Smoluša en serbe latin (en serbe cyrillique : Смолуша) est une localité du Kosovo située dans la commune/municipalité de Lipjan/Lipljan, district de Pristina (Kosovo) ou district de Kosovo (Serbie). Selon le recensement kosovar de 2011, elle compte 1 276 habitants, tous albanais.

## Démographie

### Évolution historique de la population dans la localité
| 1948 | 1953 | 1961 | 1971 | 1981 | 1991  | 2011  |
| ---- | ---- | ---- | ---- | ---- | ----- | ----- |
| 549  | 645  | 702  | 808  | 994  | 1 170 | 1 276 |

|  |